# Lint (software)

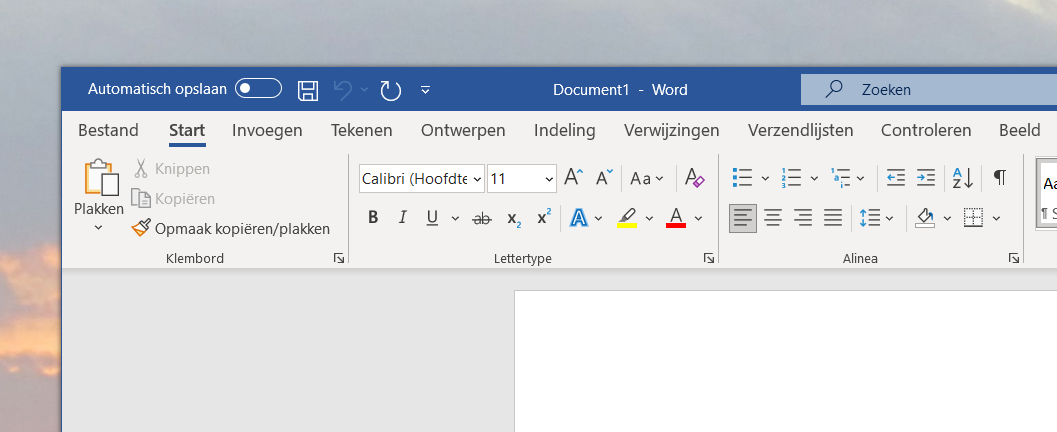
voorbeeld

Het lint, ook wel bekend als de ribbon, is een element in een grafische gebruikersomgeving, dat in onder andere in de programma's van Microsoft Office, in de Windows Verkenner, in Paint en in de verschillende grafische programma's van Autodesk wordt gebruikt. Het wordt voor de besturing van het programma, waar het bij hoort, gebruikt. De naam werd door Microsoft geïntroduceerd voor Office 2007. Andere ontwikkelaars maakten al eerder gebruik van een soortgelijke interface. Het lint is een vervanger van de menubalk.
Een lint bestaat meestal uit tabbladen, met daarin groepen die dan weer acties bevatten. Op het tabblad Invoegen van Word is er bijvoorbeeld de groep Pagina's. Hierin, in deze groep, staan de mogelijkheden die op pagina's betrekking hebben. Kiest de gebruiker bijvoorbeeld Voorblad, dan komen er mogelijkheden voor een nieuw voorblad tevoorschijn.
Paint en WordPad bevatten sinds Windows 7 het lint, de Windows Verkenner sinds Windows 8 ook. De introductie werd niet door iedereen als positief ervaren. Sommige gebruikers van eerdere versies van Office konden niet wennen aan de nieuwe interface en ontwikkelaars maakten zich zorgen over patenten. Het neemt meer schermruimte in beslag dan het klassieke menu, maar laat daarentegen wel alle mogelijkheden in één keer zien. Het lint wordt sinds de introductie ervan door steeds meer programma's gebruikt.
Ook buiten Microsoft-programma's wordt het lint gebruikt, bijvoorbeeld door WPS Office en SoftMaker Office/FreeOffice, en optioneel door LibreOffice.